# 烏籍單于
烏籍單于（？—前56年），為亞洲古匈奴的君主之一，他於前57年自立單于，並與呼揭單于相呼應，不過因為被呼韓邪單于攻打，自廢單于封號。前56年，中國漢朝李陵之子再度擁立他為單于，後被呼韓邪單于殺害。
烏籍单于原任都尉。汉宣帝五凤元年（前57年），屠耆单于命他与右奥鞬王各率兵二万驻屯东方，防备呼韩邪单于。因屠耆单于擅杀右贤王父子、唯犁当户，匈奴内讧，烏籍乘机自立为单于，与屠耆单于、呼韩邪单于、呼揭单于、车犁单于形成五单于纷立局面。不久后被为屠耆单于部将都隆奇所败，退走西北。与车犁单于、呼揭单于联合，拥兵四万，后与呼揭单于同去单于号，并力尊辅车犁单于。又被屠耆所败，退走西北。五凤二年（前56年），屠耆单于被呼韩邪单于击败自杀，车犁单于归降呼韩邪单于，他后来又被李陵之子立为单于，不久被呼韩邪捕杀。